# Attila Dargay
Attila Dargay, în limba maghiară Dargay Attila (n. 20 iunie 1927, Budapesta, Regatul Ungariei – d. 20 octombrie 2009, Budapesta, Ungaria) a fost un artist maghiar, autor de benzi desenate și filme de animație. S-a născut în Mezőnyék.
A realizat benzi desenate ca de exemplu „Vulpea Vuk”, „Bambi”, „Dorothy în Țara Magică”, „Pinocchio” și multe altele. Attila Dargay a regizat filme de animație precum Hajra, Mozdony! (1972), Mateiaș Gâscarul (1977), Vuk (1981), Szaffi (1983) și Căpitanul pădurii (1988).
Attila Dargay a primit în 1968 Premiul Balázs Béla, cel mai important premiu de stat, acordat cineaștilor și creatorilor de televiziune din Ungaria.

## Biografie
A început să lucreze ca pictor de decoruri pentru Teatrul Național Maghiar la sfârșitul anilor 1940. A studiat la Colegiul de Arte Plastice din Budapesta până în 1948, când a fost exmatriculat din motive politice (origine socială nesănătoasă). Din 1951 s-a reangajat la Teatrul Național Maghiar ca realizator de decoruri, iar în paralel a lucrat ca stagiar la studioul de filme de animație, iar din 1954 ca realizator de desene animate. A devenit regizor de film de animație în 1957, prima sa lucrare ca regizor independent fiind „Nu te lăsa omulețule!” (Ne hagyd magad emberke!) în 1959. A început să lucreze la noul studiou de film Pannonia în 1957. Filmele sale sunt populare atât printre copii, cât și printre adulți. De asemenea, este autorul mai multor cărți de benzi desenate. Multe dintre ele au apărut inițial în revista Pajtás, dar a publicat și în Dörmögő Dömötör. Cel mai cunoscut personaj de bandă desenată al său este câinele Kajla (Kajla kutya). Umorul său de calitate s-a adresat tuturor generațiilor.
În 2007 a fost desemnat Cetățean de onoare al Budapestei.
În 2008, Vuk, cel mai cunoscut desen animat al său, a fost reluat de György Gát, dar Dargay nu a aprobat folosirea personajelor sale originale, deoarece n-a fost de acord cu spiritul noului film. A murit un an mai târziu, la 82 de ani, la Budapesta.
A fost căsătorit cu Henrik Irén din 1957 până la moartea sa în 2009.

## Filme selectate

### Regizor
- Dióbél királyfi („Prințul Miez-de-Nucă”, 1963)
- A három nyúl (1972), bazat pe poezia „Cei trei iepuri” de Zoltán Zelk
- Hajra, Mozdony! („Bagă cărbuni!”, 1972)
- Lúdas Matyi („Mateiaș Gâscarul”1977)
- Vuk (1981)
- Szaffi (1984), bazat pe nuvela A cigánybáró (Voievodul țiganilor) de Mór Jókai
- Az erdő kapitánya („Căpitanul pădurii”, 1988)
- Sárkány és papucs („Dragon și papuc”, 1989)
- A préri pacsirtája („Prepelița din prerie”, 1991)

### Scenarist
- A hetedik testvér (Al șaptelea frate, 1991)

### Dramaturg
- Vili, a veréb (Vili, vrabia, 1989)